# 澳大利亞紅十字會

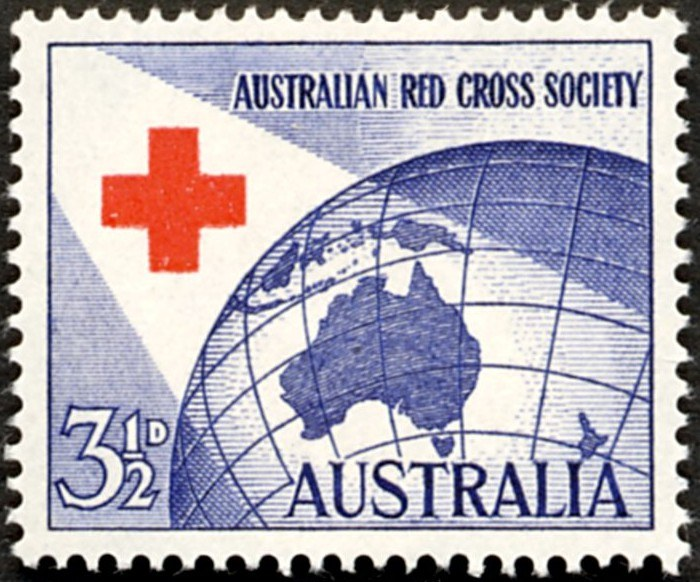
The Australian postage stamp (1954) commemorated for Australian Red Cross Society

澳大利亞紅十字會是世界各國紅十字會之一。1914年，創辦人海倫·蒙羅弗格森夫人(Lady Helen Munro Ferguson)建立英國紅十字會的一個分支，從事國際紅十字與紅新月運動。建立九天後，發生第一次世界大戰。澳大利亞紅十字會的使命是：“成為澳大利亞的領先人道組織，通過服務來改善弱勢群體的生活，提供和推廣人道主義法和價值觀”。澳大利亞紅十字會推廣教育當前存在的問題或問題可能影響給民眾。運作項目有捐血服務，急救教育，災難救助、災後重建。紅十字會是支付給澳大利亞捐血及器官捐贈服務。

## 歷史

### 創立及一戰時期
- 1914年11月，創辦人海倫夫人於四個月內使澳大利亞紅十字會快速成長擁有88個城市或郊區分支。創立之初皆被民眾所認同，也協助當地各分支會進行第一次世界大戰後勤活動，像是襪套編織或是繃帶製作。
- 1915年紅十字會情報局成立，負責協助戰時文件的搜尋及資訊確認，以解釋不必要的衝突。[1]
- 1916年澳大利亞紅十字會派出21名平民護士支援法國，這些護士被戲稱藍鳥，來自於套特別設定的制服顏色。[2]

### 二戰時期
第二次世界大戰期間，紅十字會提供的援助生病，受傷，致殘和他們的家屬。 通過政府協議，他們提供宿舍給那些沒有生活的親屬或朋友在從戰爭中回家來支持他們。 當時大多數志願者都是失業的已婚婦女。使紅十字會高速率成長。澳大利亞紅十字會被證明是公眾和日本之間的重要紐帶戰俘

### 2000年後
- 2005年，紅十字會取得馬爾代夫政府協議，幫助在2004年印度洋大地震。 [5]
- 2010年12月，救援人員從澳大利亞紅十字會被送往聖誕島協助2010聖誕島的船民災難(2010 Christmas Island boat disaster)。[6]
- 澳大利亞紅十字會的志願者也積極協助強烈熱帶氣旋崔西打達爾文的聖灰星期三森林大火(Ash Wednesday bushfires)，在2009年維多利亞森林大火和2010–2011年昆士蘭洪水。[7]
- 2013年，彼得·柯茲葛洛夫爵士，澳大利亞總督，是澳大利亞紅十字會的贊助人。他是委員會的無表決權的成員。委員會負責管理和責任，由主席和53表決權的成員。所有其他的職責是由它由16人的董事會召開。[8]

## 重點政策
澳大利亞八個重點政策：
- 加強國家應急準備，應對和恢復
- 增加國際援助和發展
- 加強社區的區位劣勢的領域
- 倡導有國際人道主義法（IHL或“戰爭法”）
- 解決遷移的影響
- 與原住民和托雷斯海峽島民建立夥伴關係
- 通過提供橋樑回到社區克服社會排斥
- 提供的血液和血液製品安全，可靠供電 - 通過澳大利亞紅十字血液服務中心

## 腳註
1. ↑  Jalland, Patricia. . UNSW Pres. 2006: 64  [16 April 2013]. （原始内容存档于2015-04-03）.
2. ↑  Hetherington, Les. . Wartime. January 2009, 45: pp. 58–60.
3. 1 2 3  Oppenheimer, Melanie. . UNSW Press. 2008: 43–47  [16 April 2013]. ISBN 1742240437.
4. ↑  Twomey, Christina. . Cambridge University Press. 2007: 147  [16 April 2013]. ISBN 0521612896.
5. ↑  Mark Colvin. . PM (Australian Broadcasting Corporation). 17 May 2005  [16 April 2013]. （原始内容存档于2017-05-12）.
6. ↑  Phillips, Brenda D.; David M. Neal; Gary R. Webb. . CRC Press. 2011: 408  [16 April 2013]. ISBN 1439830703.
7. ↑  . Australian Red Cross.   [16 April 2013]. （原始内容存档于2017-10-06）.
8. ↑  . Australian Red Cross.   [16 April 2013]. （原始内容存档于2020-11-26）.

## 內部連結
- 國際紅十字與紅新月運動
- 各國紅十字會
- 紅十字國際委員會
- 紅十字會與紅新月會國際聯合會

## 外部連結
- https://www.redcross.org.au/ （页面存档备份，存于） 澳大利亞紅十字會官方網站]